# Vigoux
Vigoux település Franciaországban, Indre megyében. Lakosainak száma 469 fő (2022. január 1.). Vigoux Argenton-sur-Creuse, Bazaiges, Celon, Chazelet, Luzeret, Parnac, Sacierges-Saint-Martin, Saint-Gilles és Thenay községekkel határos.

## Népesség
A település népessége az elmúlt években az alábbi módon változott:
| Lakosok száma | 534  | 376  | 399  | 462  | 457  | 461  | 461  | 461  | 464  | 469  |
|               | 1968 | 1982 | 1990 | 2006 | 2013 | 2015 | 2017 | 2019 | 2020 | 2022 |